# Discografia de Rayssa & Ravel
A discografia de Rayssa & Ravel compreende 19 álbuns de estúdio como intérpretes da música gospel no Brasil. Em sua carreira musical, receberam diversas certificações da Associação Brasileira de Produtores de Disco (ABPD). Segue em baixo sua discografia e certificados. 

## Discografia
| Ano  | CD                         | Vendas  | Certificação |
| ---- | -------------------------- | ------- | ------------ |
| 1994 | Nascer de Novo             | —       | —            |
| 1995 | Mundo Colorido             | —       | —            |
| 1996 | Chuva de Felicidade        | —       | —            |
| 1998 | Outra Vez                  | —       | —            |
| 1999 | Melhores Momentos          | —       | —            |
| 2000 | Só Pra Te Amar             | —       | —            |
| 2002 | Inesquecível               | 100.000 | Ouro         |
| 2004 | Além do Nosso Olhar        | 100.000 | Ouro         |
| 2005 | Apaixonando Você           | 50.000  | Ouro         |
| 2006 | Mais que Vencedores        | 70.000  | Ouro         |
| 2007 | Enamorándote               | 10.000  | —            |
| 2008 | Como Você Nunca Viu        | 50.000  | Ouro         |
| 2009 | Apaixonando Você Outra Vez | 50.000  | Ouro         |
| 2010 | Sonhos de Deus             | 50.000  | —            |
| 2011 | Biografia de Um Vencedor   | 35.000  | —            |
| 2012 | Nossa História             | 25.000  | —            |
| 2013 | O que Deus Fez por Mim     | 30.000  | —            |
| 2015 | O Olhar de Deus            | 15.000  | —            |
| 2017 | Feliz Demais               | 50.000  | —            |